# Rüstem Pacha
Rüstem Pacha (1500-10 juillet 1561) est un général de l'Empire ottoman et grand vizir du sultan Soliman le Magnifique.

## Biographie
Rüstem Pacha naquit à Skradin en Dalmatie. Recruté tout enfant par le système du devchirmé, il reçut, avec son frère Sinan, une éducation dans l'école du palais à Constantinople. Il poursuivit par la suite la carrière militaire.
Le 26 novembre 1539, il épousa Mihrimah, fille préférée de Soliman le Magnifique et de Roxelane.
Rüstem Pacha a tenu le titre de grand vizir à deux reprises, d'abord de 1544 à 1553 puis une seconde fois de 1555 jusqu'à sa mort en 1561. Gendre de Soliman et de Roxelane, époux de la bien-aimée Mihrimah, il sera propulsé à deux reprises à cette fonction, toujours grâce aux intrigues de la sultane, alors que son rang dans le vizirat (codifié selon la législation) et ses compétences n’auraient théoriquement pas pu lui permettre cette promotion.
Sous le règne de Soliman le Magnifique, l'Empire ottoman s'enrichit grâce à la croissance du commerce avec l'Europe et l'Inde. Rüstem Pacha s'enrichit d'une façon considérable. À sa mort, la liste de son patrimoine était démesurée : 1 700 esclaves achetés, des milliers de chevaux et de chameaux pour ses troupes, liés avec selles d'apparat et étriers d'or, des armures, des armes et des cottes de mailles pour ses soldats, des épées précieuses et d'innombrables vêtements évalués au nombre de 40 000. Il y avait également un grand nombre de pièces d'or et d'argent, des pierres précieuses, des tapis et autres objets de valeur. Une bibliothèque d'environ 5 000 livres et 8 000 ouvrages consacrés au Coran. Enfin il était propriétaire de 815 fermes et 476 moulins à eau.
De 1560 à 1564, l'architecte ottoman Sinan construisit pour le vizir la mosquée de Rüstem Pacha à Constantinople, dans le quartier d'Eminönü, à la pointe de la presqu'île du vieux Constantinople.

## Médias

### Télévision
- Hürrem Sultan (tr), il est interprété par Serhat Nalbantoğlu (tr).
- Muhteşem Yüzyıl, saisons 3 et 4, il est interprété par Ozan Güven (en).